# Stuart A. Bremer
Stuart A. Bremer (* 7. Dezember 1943; † 15. Oktober 2002) war ein US-amerikanischer Politikwissenschaftler, der sich in seiner Arbeit hauptsächlich mit der Vorhersage von politischen Ereignissen, Konflikten und Kriegen auseinandersetzte.

## Karriere und Werk
Stuart A. Bremer erhielt seinen Ph.D. von der Michigan State University im Jahr 1967 mit seiner Dissertation mit dem Titel Simulated Worlds. Von 1977 bis 1988 war Bremer am Wissenschaftszentrum Berlin für Sozialforschung tätig, wo er unter der Schirmherrschaft von Karl W. Deutsch, dem damaligen Leiter des Forschungsschwerpunkts für Internationale vergleichende Gesellschaftsforschung, hauptsächlich an der Erstellung eines neuen Weltmodells im Stile des WORLD3-Modells von (u. a.) Dennis Meadows und Donella Meadows beteiligt war. Das neue WZB-Modell wurde unter dem Titel GLOBUS (Generating Long-term Options By Using Simulation) bekannt. Hauptkritikpunkte der Modellierer-Gruppe rund um Bremer und Deutsch an den bestehenden Weltmodellen waren deren Unfähigkeit, politische Entwicklungen und Entscheidungen von nationalstaatlichen Regierungen in die Computersimulation miteinzubeziehen. GLOBUS sollte hier Abhilfe schaffen und Vorhersagen über politische Trends ermöglichen. Neben dem Forschungsbericht von 1987 wurde u. a. eine Disketten-Version des Modells für PC unter dem Titel Micro-Globus ab 1988 zum Verkauf angeboten. Ende der 1980er Jahre kehrte Bremer in die U.S.A. zurück, wo er zunächst an der Binghamton University und schließlich an der Penn State University arbeitete.

## Veröffentlichungen (Auswahl)
- Stuart A. Bremer (Hrsg.) (1987): The Globus Model. Computer Simulation of Worldwide Political and Economic Developments. Frankfurt am Main: Campus.
- Bremer, Stuart (1984): „Modelling the Political Globe“. In: Intermedia. Volume 12, No. 4–5.
- Bremer, Stuart (1982): „Session 5. Testing Models“. In: Donella Meadows/John Richardson/Gerhart Bruckmann: Groping in the Dark. 228–242.